# أبو عقال بن غلبون
الأمير غلبون بن الحسن بن غلبون التميمي المعروف في كتب التاريخ بـ (أبي عقال)، عاش في القيروان في القرن الثالث الهجري وتوفي بمكة المكرمة في حدود سنة 290.
رحل إلى المشرق زاهدا متصوفا بعد أن ترك الإمارة وحياة الترف والمجون التي نشأ عليها، فعاش بمصر زمنا ثم استقر بمكة المكرمة يسقي حجاج البيت الحرام إلى أن أطلق عليه لقب «حمامة الحرم».
طلب العلم وصار عالما بالحديث والأدب وله شعر في الزهد والتصوف منه قوله متحسرا على ما فات من العمر الذي ضاع في اللهو وحب الشهوات، وملتمسا عفو مولاه وصفحه:
لأهجُرنّ أحبّتي ومعارِفي... ولأقطِعَنَّ عِصابّة المُجّانِ
ولأبكِيَنّ على الصِبا ولمَا مَضى... من غَـرّتي في سالِفِ الأزمانِ
فلعلَّ من شَملَ العِبادَ بِفضلِه... يُحيِ الفؤاد بكثرةِ الأشجانِ
فامنُن عليَّ بما أُومَلُ منكَ يا... مُعطِيَ الجميلِ ومُسدِيَ الإحسانِ
كتبت إليه أخته الأميرة الشاعرة مهرية بنت الحسن بن غلبون الأغلبية كتبا كثيرة بعد رحيله إلى مكة قالت له في أحدها بعد انقطاعه عنها:” بحق الثدي الذي رضعته معك إلا أريتني وجهك قبل الموت وفراق الدنيا... مالك في حين صباك وجناياتك وكثرة ما كان يطرأ علينا بسببك كنت عندنا وحين صرنا نفتخر بك ونتبرك برؤيتك فارقتنا” ؟
فقال لرسولها قل لها: "ما كنت لأدع بلدا عرفت الله عز وجل فيه وأمضي إلى بلدٍ عصيت الله تعالى فيه وأخشى ان تقتضيني العوائد”.
فقدمت عليه من المغرب واقامت بمكة حتى توفيت فيها بحدود سنة 295، وقد رثته بأبيات وجدت على قبره بمكة قالت فيها:
ليت شعري ما الذي عاينته **** بعد دوم الصوم مع نفي الوسن
مع نزوح النفس عن أوطانها ***** من نعيم وحميم وسكن
يا وحيدا لي من وجدي به ***** لوعة تمنعني من أن أجن
فكما تبلى وجوه الثرى ****** فكذا يبلى عليهن الحزن
يصنف ضمن الطبقة الخامسة من علماء القيروان وعبّادها.